# سامبوچی
سامبوچی (به ایتالیایی: Sambuci) یک کومونه در ایتالیا است که در استان رم واقع شده‌است. سامبوچی ۸٫۲۳ کیلومتر مربع مساحت و ۹۶۶ نفر جمعیت دارد و ۴۳۴ متر بالاتر از سطح دریا واقع شده‌است.